# 新北市立育林國民中學
新北市立育林國民中學（New Taipei Municipal Yulin Junior High School），簡稱育林國中，是新北市樹林區的國民中學。

## 校史
1990年代，臺北縣政府為配合教育政策，並兼顧地方需要以均衡地方文教水準，於民國八十四年度起將樹林國中改制為「縣立完全中學」，增設高中部十二班，相對減少國中部學生。為不影響樹林地區國中學生正常就學需求，創立「育林國民中學」，重新調整樹林地區國中部學區，以鐵路縱貫線為界，劃分南北兩學區：北區各小學(樹林、文林、武林、三多、育林)規畫為育林國中學區，南區各小學(大同、彭福、山佳、育德)規畫為樹林中學學區。育林國中乃孕育而生，並於八十四學年度起正式招生。是許多跆拳道國手的搖籃，於2021年12月11日創立校友會。

### 車禍
2003年10月14日，育林國中發生平交道事故，造成4名學生死亡，另有37名學生受傷。事發當日詳情：三年級學生舉辦畢業旅行，搭乘遊覽車正前往到墾丁的路程上，途經鶯歌鎮（今鶯歌區）文化路平交道，由於遊覽車卡在車陣之中，無法前進與後退，加上鐵路此一路段是彎道，造成視距不足，使火車駕駛員無法在遠處立即反應，最終撞上遊覽車。

## 學校願景
一、學校教育願景
(一)品格
(二)認同
(三)創新
(四)行動
二、學校教育目標
(一)品格力：培養傳承於跆拳道武德的優良品格「學武‧強身。濟弱‧扶傾。自治‧自律‧尊師重道。禮節‧操守‧有所為，有所不為」。
(二)表達力：培養溝通、表達能力。
(三)創造力：培養創新、創造能力。
(四)行動力：培養動手實踐的能力。

## 歷任校長
- 林金泡，1995年8月1日至2003年7月31日。
- 吳松江，2003年8月1日至2007年7月31日。
- 黃淑美，2007年8月1日至2015年7月31日。
- 鄭杏玲，2015年8月1日至2021年7月31日
- 陳榮德，2021年8月1日（現任）

## 知名校友
- 曾櫟騁（珮華），跆拳道國手
- 楊宜蓁（淑君），跆拳道國手
- 曾憶萱，2007世錦賽銀牌、2007、2009世大運金牌
- 丁如意，2008世大運金牌
- 廖奕勝，藝名獅子丸，藝人
- 賴薇如，藝名薇如，曾是喬傑立家族旗下女團七朵花的成員
- 連晨翔，藝名晨翔，前SpeXial團員
- 黃宏軒，藝人

## 歷任家長會長
- 第一、二任會長:吳錦盛，1995年9月至1997年8月
- 第三任會長:田東波，1997年9月至1998年8月
- 第四任會長:林生，1998年9月至1999年8月
- 第五任會長:謝成昌，1999年9月至2000年7月
- 第六任會長:李淑瓊，2000年9月至2001年8月
- 第七任會長:邱正雄，2001年9月至2002年8月
- 第八任會長:吳文良，2002年9月至2003年8月
- 第九任會長:廖見順，2003年9月至2004年8月
- 第十任會長:王玟華，2004年9月至2005年8月
- 第十一任會長:蔡清文，2005年9月至2006年8月
- 第十二任會長:陳銘文，2006年9月至2007年8月
- 第十三、十四任會長:曾仁德，2007年9月至2009年8月
- 第十五、十六任會長:呂子其，2009年9月至2011年8月
- 第十七任會長:王淑慧，2011年9月至2012年8月
- 第十八、十九任會長:邱正雄，2012年9月至2014年8月
- 第二十、二十一任會長:仇思欽，2014年9月至2016年8月
- 第二十二任會長：李崇旭，2016年9月
- 第二十三任會長：簡坤宏，2017年9月
- 第二十四任會長：賴銘展，2018年9月
- 第二十五任會長：簡坤鈺，2019年9月
- 第二五、二六任會長：簡耀程，2020年九月（現任）

## 學區範圍
學區:坡內樹西、育英、樹人、樹興、樹南、東昇（1-8鄰、17-28鄰）等里

自由學區:樹德里、樹福里（樹林高中國中部、育林國中自由學區）

## 外部連結
- 新北市立育林國民中學官方網站